# Leptotarsus pseudoaurantioceps
Leptotarsus pseudoaurantioceps är en tvåvingeart som beskrevs av Nikolas Vladimir Dobrotworsky 1974. Leptotarsus pseudoaurantioceps ingår i släktet Leptotarsus och familjen storharkrankar. Inga underarter finns listade i Catalogue of Life.